# Oğuz Kocabal
Oğuz Kocabal (* 13. November 1989 in Istanbul) ist ein türkischer Fußballspieler.

## Karriere
Kocabal kam im Istanbuler Stadtteil Şişli auf die Welt. Hier begann er mit dem Vereinsfußball in der Jugend von Sarıyer SK, ehe er 2007 einen Profivertrag erhielt. Nachdem Kocabal zwei Spielzeiten als Ergänzungsspieler zu gelegentlichen Einsätzen gekommen war, wurde er für die Spielzeit 2009/10 an den Viertligisten Bayrampaşaspor ausgeliehen. 2010 verließ er Sarıyer endgültig und wechselte zum Viertligisten Nazilli Belediyespor. Nach einer Saison für Nazilli, heuerte Kocabal beim Ligakonkurrenten İnegölspor an. Bei diesem Verein gelang ihm auf Anhieb der Sprung in die Stammformation. Zum Saisonende wurde er mit seiner Mannschaft Meister der TFF 3. Lig und stieg dadurch in die TFF 2. Lig auf. Nach dem Aufstieg spielte er noch eine Saison in der 2. Lig für İnegölspor.
Für die Saison 2013/14 wechselte er in die TFF 1. Lig zum Neuling Ankaraspor und wurde anschließend an den Partnerklub Bugsaşspor ausgeliehen. Ein Jahr später verließ Ankaraspor wieder.

## Erfolge
Mit İnegölspor
- Meister der TFF 3. Lig und Aufstieg in die TFF 2. Lig: 2011/12

Mit Bandırmaspor
- Play-off-Sieger der TFF 2. Lig und Aufstieg in die TFF 1. Lig: 2015/16